# Markus Egger
Markus Egger (Sargans, 24 de fevereiro de 1975) é um ex-jogador de vôlei de praia suíço medalhista de de ouro no Campeonato Europeu de 2001 na Itália.

## Carreira
Em  1997 formou dupla com Sascha Heyer e em 1999 com Bernhard Vesti, retomando a parceria com Sascha Heyer e disputou o Campeonato Europeu de 2000 nas cidades de Guecho e Bilbau e conquistaram a medalha de prata e na edição do Campeonato Europeu de 2001 conquistou o título  na cidade de Jesolo,  e obtendo o terceiro lugar na edição de 2003 em Alânia e vice-campeão na cidade de Timmendorfer Strand, o mesmo se reptindo em 2005 em Moscou
A partir de 2005 até 2007 esteve ao lado de Martin Laciga.Foi eleito o melhor jogador da Suíça nas temporadas de 2002..

## Títulos e resultados
- Aberto de Stare Jabłonki do Circuito Mundial de Vôlei de Praia de 2005
- Aberto de Cidade do Cabo do Circuito Mundial de Vôlei de Praia de 2004
- Aberto de Atenas do Circuito Mundial de Vôlei de Praia de 2004
- Aberto de Mallorca do Circuito Mundial de Vôlei de Praia de 2004
- Aberto de Los Angeles do Circuito Mundial de Vôlei de Praia de 2003
- Aberto de Klagenfurt do Circuito Mundial de Vôlei de Praia de 2002
- Aberto de Xangai do Circuito Mundial de Vôlei de Praia de 2005
- Aberto de Rio de Janeiro do Circuito Mundial de Vôlei de Praia de 2004
- Aberto de Salvador do Circuito Mundial de Vôlei de Praia de 2004

## Premiações individuais
- 2002- MVP do Circuito Suíço de Vôlei de Praia